# Renngemeinschaft
Unter einer Renngemeinschaft (RG, Rgm.)  (auch Startgemeinschaft (SG oder StG) genannt) wird in vielen Sportarten das gemeinsame Kämpfen der Sportler mehrerer Vereine in einer Mannschaft verstanden. 
Üblicherweise lassen die Wettkampfregeln nur die Sportler eines einzelnen Vereins in einer Mannschaft zu. Eine Renngemeinschaft stellt eine Ausnahme von dieser Regel dar, um Mannschaften über Vereinsgrenzen hinweg zu ermöglichen, ohne dass ein (oft nur saisonweise möglicher) Vereinswechsel der Sportler erforderlich ist. Oftmals lassen sich nur dadurch in bestimmten Wettkampfklassen überhaupt Mannschaften bilden. 
Für Renn- oder Startgemeinschaften gibt es in den einzelnen Sportarten unterschiedliche Modelle. In Deutschland sind z. B. im Rudersport Renngemeinschaften zwischen beliebigen Vereinen möglich, in der Leichtathletik und im Schwimmsport wird eine Startgemeinschaft als eine Art Dachverein von zwei oder mehr eigenständigen Clubs gebildet, im Kanurennsport sind Renngemeinschaften nur auf Landesebene möglich. Teilweise (z. B. im Schwimmen) sind Sportler für eine ganze Saison an die Renngemeinschaft gebunden. Das heißt sie starten dann nicht im nicht direkt im Namen ihres Vereins, sondern treten dabei nur unter dem Namen der Renngemeinschaft/Startgemeinschaft auf. In anderen Fällen (z. B. Rudern, Kanu) werden die gemeinsamen Mannschaften nur veranstaltungsweise zusammengestellt und können also von Wettkampf zu Wettkampf variieren. Im Bereich des Bundes Deutscher Radfahrer können Renngemeinschaften sowohl für alle Rennen einer Saison vereinbart werden als auch nur für bestimmte Rennen, Disziplinen und Saisonabschnitte.
Teilweise sind Renngemeinschaften bestimmten Einschränkungen wie etwa der Beschränkung auf bestimmte Wettkämpfe unterworfen. So sind z. B. beim Deutschen Meisterschaftsrudern keine Renngemeinschaften zugelassen, bei anderen Wettkämpfen hingegen schon.